# Vuelve conmigo
"Vuelve conmigo" ("Volta Para Mim") foi a canção que representou a Espanha no Festival Eurovisão da Canção 1995 que teve lugar me Dublin, na Irlanda no dia 13 de maio de 1995.
A referida canção foi interpretada em castelhano por Anabel Conde. Foi a nona canção ser interpretada na noite do festival, a seguir à canção austríaca "Die Welt dreht sich verkehrt", cantada por Stella Jones e antes da canção turca "Sev, interpretada por Arzu Erce. Terminou a competição em segundo lugar (entre 23 participantes), recebendo um total de 119 pontos. Foi a melhor classificação desde Festival Eurovisão da Canção 1979, altura em Betty Missiego com a sua Su canción terminara também em segundo lugar. No anos seguinte, em 1996, a Espanha fez-se representar com a canção a Espanha participaria com o tema  "¡Ay, qué deseo!", interpretada por Antonio Carbonell.

## Autores
A canção tinha letra e música de José María Purón e foi orquestrada por Eduardo Leiva.

## Letra
Trata-se de uma canção de amor, com Conde pedindo ao seu amante para que ele volte a ter com ela. Ela sente-se só e pede-lhe ardentemente que regresse.

## Vídeo promocional
O vídeo da canção foi gravado em Madrid, com algumas cenas gravadas no Monumento al Ahogado.